# ورا دپارتمنت
ورا دپارتمنت (به اسپانیایی: Vera Department) یک سکونتگاه مسکونی در آرژانتین است که در ایالت سانتا فه واقع شده‌است.

## خصوصیات
ورا دپارتمنت ۲۱٬۰۹۶ کیلومترمربع مساحت و ۵۱٬۳۰۳ نفر جمعیت دارد.